# Sucking in the Seventies
Sucking in the Seventies — музичний альбом гурту The Rolling Stones. Виданий 17 квітня 1981 року лейблом Rolling Stones Records, Virgin Records. Загальна тривалість композицій становить 42:22. Альбом відносять до напрямку рок.

## Список пісень
1. «Shattered[en]» — 3:46
2. «Everything Is Turning to Gold» (Jagger, Richards, Ron Wood) — 4:06
3. «Hot Stuff[en]» — 3:30
4. «Time Waits for No One[en]» — 4:25
5. «Fool to Cry[en]» — 4:07
6. «Mannish Boy» (Еллас Мак-Деніел, Мел Лондон, Мак-Кінлі Морганфілд) — 4:38
7. «When the Whip Comes Down[en]» (Версія koncertowa) — 4:35
8. «If I Was a Dancer (Dance Pt. 2)» (Jagger, Richards, Wood) — 5:50
9. «Crazy Mama» — 4:06
10. "Beast of Burden " — 3:27

## Хіт-паради
Альбом
| Рік  | Хіт-парад            | Позиція |
| ---- | -------------------- | ------- |
| 1981 | Billboard Pop Albums | 15      |

Сингли
| Рік  | Сингл                            | Хіт-парад              | Позиція |
| ---- | -------------------------------- | ---------------------- | ------- |
| 1981 | «If I Was A Dancer (Dance Pt.2)» | Mainstream Rock Tracks | 26      |